# Miskow Makwarth
Miskow Roger Camillo Makwarth (* 5. November 1905 in Svendborg; † 13. Dezember 1992 in Birkerød) war ein dänischer Schauspieler, Regisseur, Drehbuchautor und Synchronsprecher.

## Leben
Miskow Makwarth wuchs in Svendborg auf. Nach seinem Schulabschluss absolvierte er von 1923 bis 1926 seine Schauspielausbildung an der Eleveskole des Königlichen Theaters Kopenhagen, wo er als Darsteller auch sein Bühnendebüt hatte. Von 1927 bis 1929 und von 1938 bis 1946 war er am Odense Teater als festes Ensemblemitglied engagiert. Er wirkte in zahlreichen Theaterstücken wie beispielsweise in Oliver Twist sowie auch in Varieté-Shows und in Kabarett-Programmen mit, so unter anderem auch am Folketeatret, am Aarhus Teater oder auch am Theater Helsingør.
Von 1933 bis 1979 wirkte Makwarth als Schauspieler vor der Kamera in mehr als 60 Film- und Fernsehproduktionen mit. Er war auch als Drehbuchautor für Fernsehserien und Fernsehformate tätig. Er führte bei mehreren Spielfilmen die Regie. Er war zudem als Synchronsprecher aktiv und lieh dabei verschiedenen Figuren in Zeichentrickfilmen wie beispielsweise Tim und Struppi seine Stimme. Seine letzte Rolle spielte er im Jahr 1979 in der Serie Die Leute von Korsbaek. Danach zog er sich aus dem Rampenlicht zurück.
Makwarth war vom 10. August 1943 bis zu seinem Tod mit Karen Beate Jørgensen (1913–?) verheiratet, mit der er zwei Töchter und einen Sohn hatte. Makwarth starb im Dezember 1992 im Alter von 87 Jahren. Seine Grabstätte befindet sich auf dem Søholm-Kirkegard in Birkerød.

## Filmografie (Auswahl)
- 1935: Provinsen kalder
- 1937: Inkognito
- 1937: Flådens blå matroser
- 1944: Mordets melodi
- 1952: Det store løb
- 1969: Der kom en soldat
- 1970: Vier tolle Jungs der Prärie
- 1979: Die Leute von Korsbaek (Fernsehserie)